# ノーフォーク語
ノーフォーク語（ノーフォークご）とは南太平洋のオーストラリア領ノーフォーク島の言語。
ノーフォーク島の共通語は公用語でもある英語であるが、島民の間ではノーフォーク語と言うクレオールの英話を話す。ノーフォーク語は、18世紀におけるイギリスの西部地方の英語の方言とポリネシア語（タヒチ語）、及びゲール語が混成された言語である。
1856年、バウンティ号の反乱者の子孫が住むピトケアン島の人口が増加する恐れが出てきたため、イギリス政府はピトケアン島の住民をノーフォーク島に移住させた。その後、何人かはピトケアン島に戻ったが、そのままノーフォーク島に定住する者も大勢いた。そのためかノーフォーク島の住民の多くはそのピトケアン島のバウンティ号の反乱者の子孫の末裔が多いことになる。
ノーフォーク島民の間で話すノーフォーク語は、ピトケアン島のピトケアン語の影響が強く残っている。